# سوسک چرم و فرش
سوسک چرم و فرش (نام علمی: Dermestes maculatus) نام یک گونه از زیرراسته سوسک‌های همه‌چیزخوار است.
حشره کامل آن حدود ۷ الی ۱۰ میلی‌متر طول داشته و قهوه‌ای مایل به قرمز است. روی بدن دارای موهای لطیف پرپشت زرد رنگ می‌باشد. این حشره توسط خار کوچک موجود در انتهای بال‌پوش‌ها و دندانه‌های ریزی که در راس بال‌پوش‌ها قرار دارد به راحتی از دیگر گونه‌ها جدا می‌شود.

## روش زندگی و خسارت
حشره کامل زمستان را در اتاقک شفیره یا در دالان‌های لاروی می‌گذراند. در بهار ظاهر شده جفت‌گیری نموده و دو هفته بعد تخم‌ریزی می‌کند. حشره ۲۰۰ تا ۸۰۰ تخم به صورت تک تک یا گروهی ۲ تا ۱۰ تخم در دالا لاروی موجود و روی مواد غذایی می‌گذارد. لاروهای خارج شده از تخم بلافاصله شروع به تغذیه از مواد غذایی می‌کنند. لارو کامل بطول ۱۰ تا ۱۲ میلی‌متر بوده و تمام سطح بدن دارای موهای کوتاه و بلند است. خمیدگی پیوست اروگومف به سمت جلو بوده و قطر آن در وسط یکدفعه کم می‌شود. لارو پس از رشد کامل در روی مواد چوبی، کارتنی، چوب پنبه‌ای و غیره دالان یا حفره‌ای کنده تبدیل به شفیره می‌شود.
آفت در سال دارای یک نسل بوده و در صورت مساعد بودن شرایط می‌تواند دو نسل در سال ایجاد کند.
این حشره از الیاف طبیعی مانند چرم، پر، و غیره تغذیه می کند.
همچنین این حشره از الیاف طبیعی مانند چرم، پر و غیره تغذیه می کند.